# وجار ابوسيلة (وشحة)

تعديل مصدري - تعديل

وجار ابوسيلة هي إحدى قرى عزلة ضاعن بمديرية وشحة التابعة لمحافظة حجة، بلغ تعداد سكانها 35 نسمة حسب تعداد اليمن لعام 2004.